# Rex Williams
Desmond Rex Williams, communément appelé Rex Williams, est un ancien joueur professionnel anglais de snooker et de billard né le 20 juillet 1933 à Halesowen. 
Ayant commencé sa carrière de snooker en 1951, Williams est essentiellement connu comme étant le finaliste le plus âgé d'un tournoi classé, au Grand Prix de 1986, finale qu'il a perdu contre Jimmy White. Après la Seconde guerre mondiale, il affronte à deux reprises John Pulman en finale du championnat du monde de snooker, à une époque où Pulman remettait son titre en jeu chaque année contre un unique challenger. Pendant l'ère moderne du jeu (depuis 1968), il a perdu trois fois en demi-finale des championnats du monde et atteint le 6e rang du classement mondial.  

## Biographie

### Débuts (1946-1951)
Williams commence par jouer au billard à l'âge de 13 ans, sur une table installée dans l'imprimerie possédée par son père. 
Williams s'illustre très tôt en remportant les championnats britanniques de billard juniors 1950 et 1951 ainsi que le championnat britannique de snooker junior en 1951 et le championnat d'Angleterre junior de la discipline la même année.  

### Après la Seconde guerre mondiale (1952-1967)
Rex Williams commence sa carrière professionnelle en 1952 au World Professional Match-play Championship, qui remplace le championnat du monde au sortir de la Seconde guerre mondiale, mais perd au premier tour. Il n'a jamais dépassé le premier tour de ce tournoi en quatre participations. 
Le championnat du monde initié par Joe Davis est relancé pendant la saison 1963-1964, notamment sous l'impulsion de Williams, mais le joueur anglais n'est pas choisi pour défier John Pulman, vainqueur de la dernière édition en 1957,. Pulman conserve son titre jusqu'en 1968. En octobre 1964 et en novembre de l'année suivante, c'est au tour de Williams de défier Pulman, mais il perd à ces deux occasions.  
Williams est le deuxième joueur à réaliser un 147 officiel lors d'un match d'exhibition en décembre 1965,. Par ailleurs, en 1968, il contribue à la relance de l'association des joueurs de billard professionnels (connue sous le nom de World Professional Billiards and Snooker Association à partir de 1970). Il préside l'association jusqu'en 1987, puis de 1997 à 1999. Parallèlement, Williams remporte le championnat du monde de billard professionnel face à Clark McConachy en août 1968, mettant fin au règne de ce dernier long de 17 ans. Il conserve le titre lors de plusieurs confrontations dans les années 1970 et, après l'avoir perdu contre Fred Davis en 1980, le reconquiert de 1982 à 1983.  

### Pendant l'ère moderne (1968-1988)
L'ère moderne du snooker débute en 1968, à une époque où le système classement mondial n'est toujours pas mis en place. Williams dispute son premier tournoi de l'ère moderne à l'occasion du championnat du monde de 1969 et atteint la demi-finale, où il perd contre John Spencer, le futur vainqueur du championnat. Williams réitère en 1972 et s'incline d'une seule manche contre le Nord-irlandais Alex Higgins (31-30). 
À partir de 1974, le championnat du monde de snooker apporte des points de classement aux joueurs, même si le premier classement mondial ne sera inauguré qu'au début de la saison 1976-1977. Pour cette première édition classée, Williams rejoint une troisième demi-finale, qu'il perd lourdement contre Graham Miles (15 à 7). En 1972, il est demi-finaliste au Masters de snooker (sa seule demi-finale dans ce tournoi), battu dans la manche décisive contre Ray Reardon, et quart de finaliste au championnat du monde. Toutefois, en neuf autres participations au championnat, il ne franchit pas le premier tour. 
L'introduction du classement mondial en 1976 voit Williams occuper le 6e rang, classement qu'il n'arrivera jamais à dépasser. Néanmoins, l'Anglais passe les quatre prochaines saisons à descendre au classement, terminant 1980-1981 à la 22e place mondiale. Malgré une victoire au Classique Bass and Golden Leisure 1982, qui demeure son seul titre sur le circuit professionnel, le classement de Williams continue de descendre et de s'éloigner des vingt premières places mondiales, à une époque où le circuit mondial de snooker comptait à peine une quarantaine de pensionnaires. 
Grâce à une demi-finale au Classique en 1986, où il s'incline contre Jimmy White, 9 manches à 7, Williams retrouve le top 16 du classement mondial pour la première fois depuis qu'il en est sorti en 1978. Williams commence la saison 1986-1987 de snooker par une finale au Grand Prix, la seule finale de sa carrière dans un tournoi classé. Âgé de 53 ans et 98 jours, il est le joueur le plus ancien de l'histoire à disputer la finale d'un tel tournoi. Williams perd cette finale contre le même White, 10-6, après avoir notamment éliminé deux anciens champion du monde au cours du tournoi, Alex Higgins et Steve Davis. Après cette finale, il se qualifie une dernière fois pour le championnat du monde, en 1988, où il doit concéder une défaite dès le premier tour contre Steve James. Sa belle semaine au Grand Prix lui vaut une progression de quatre places au classement de fin de saison, l'Anglais terminant à la position no 12. 

### Fin de carrière et retraite (1989-1995)
Néanmoins, ce classement est trop difficile à tenir pour un joueur vieillissant comme Williams, qui sort du top 16 mondial dès la saison suivante. Il quitte ensuite le top 30 mondial à la fin de la saison 1989-1990, après quoi il est une dernière présent en quart de finale d'un tournoi classé lors du Classique de Dubaï, perdant face à Dean Reynolds (5-2). Après ce dernier résultat notable, ses apparitions dans les principaux tournois sont de plus en plus rares. Après deux saisons lors desquelles il échoue aux qualifications de chaque tournoi pour lesquels il est inscrit, Williams termine l'année 1994 classé 192e. 
Le joueur anglais, alors âgé de 60 ans, décide de faire ses adieux au prochain championnat du monde, en avril 1995. Battu en qualification, il prend sa retraite du jeu professionnel, après une carrière longue de près d'un demi-siècle.  

## Palmarès
| Légende | Catégorie                      | Titres                         | Finales                        |
|         | Tournois classés               | 0                              | 1                              |
|         | Tournois non classés           | 2                              | 6                              |
|         | Tournois amateurs              | 1                              | 0                              |
| Gras    | Tournois de la triple couronne | Tournois de la triple couronne | Tournois de la triple couronne |

### Titres
| Saison    | Nom du tournoi                             | Lieu      | Finaliste    | Score       | Tableau |
| 1951      | Championnat d'Angleterre amateur           |           | Percy Bendon | 6-1         |         |
| 1953      | Tournoi de qualification News of the world |           | Sydney Lee   | Championnat |         |
| 1981-1982 | Classique Bass and Golden Leisure          | Liverpool | Ray Edmonds  | 4-1         |         |

### Finales
| Saison         | Nom du tournoi                      | Lieu                     | Finaliste      | Score                 | Tableau |
| 1964           | Tournoi Conayes                     | Londres                  | John Pulman    | Tournoi toutes rondes |         |
| Octobre 1964   | Championnat du monde                | Londres                  | John Pulman    | 33-40                 | Tableau |
| Septembre 1965 | Championnat du monde (2)            | Drapeau d'Afrique du Sud | John Pulman    | 22-25                 | Tableau |
| 1968-1969      | Championnat du monde de match-play  | Sydney                   | Eddie Charlton | 30-43                 |         |
| 1970-1971      | Tournoi Park Drive 2000 (printemps) |                          | John Spencer   | 1-4                   |         |
| 1972-1973      | Pot Black                           | Birmingham               | Eddie Charlton | 0-1                   |         |
| 1986-1987      | Grand Prix                          | Reading                  | Jimmy White    | 6-10                  |         |